# Station Ygos
Station Ygos is een spoorweghalte in de Franse gemeente Ygos-Saint-Saturnin.